# Serwecz (obwód grodzieński)
Serwecz (biał. Сэрвач, Serwacz; ros. Сервечь, Sierwiecz) – wieś na Białorusi, w obwodzie grodzieńskim, w rejonie korelickim, w sielsowiecie Maluszyce, nad Serweczem.

## Historia
W Rzeczypospolitej Obojga Narodów miejscowość leżała w województwie nowogródzkim, w powiecie nowogródzkim. Był własnością Maskiewiczów, potem Niesiołowskich. 
W wyniku III rozbioru znalazł się w Rosji. W XIX i w początkach XX w. wieś i majątek ziemski położone w guberni mińskiej, w powiecie nowogródzkim, w gminie Cyryn. Znajdowały się tu wówczas zbudowane przez Niesiołowskich rezydencja oraz kaplica katolicka.
W dwudziestoleciu międzywojennym wieś i folwark leżące w Polsce, w województwie nowogródzkim, w powiecie nowogródzkim, w gminie Cyryn. W 1921 wieś liczyła 86 mieszkańców, zamieszkałych w 17 budynkach. Folwark liczył zaś 3 mieszkańców, zamieszkałych w 1 budynku. Obie miejscowości zamieszkiwali wyłącznie Polacy, większości wyznania prawosławnego, z wyjątkiem 1 rzymskiego katolika mieszkającego w folwarku.
Po II wojnie światowej w granicach Związku Sowieckiego. Od 1991 w niepodległej Białorusi.

## Ludzie związani z miejscowością
- Samuel Maskiewicz – polski pamiętnikarz i husarz, podwojewodzi nowogródzki
- Józef Niesiołowski – polski polityk, wojewoda nowogródzki
- Uładzimir Dańko – białoruski polityk, minister spraw wewnętrznych Białorusi; urodzony w Serweczu